# ロートン駅 (バージニア急行鉄道)
ロートン駅（英語：Lorton Station）は、バージニア州フェアファックス郡にあるバージニア急行鉄道（VRE）のフレデリックスバーグ線の駅。567台の無料のパーキングがある。無人駅だが自動販売機で切符を買える。バリアフリー設備が充実しており、バスの乗り換えも可能。